# Placa neural

Placa neural i cresta neural

La placa neural, en embriologia animal/humana, és l'estructura embrional d'origen ectodèrmic de la qual s'originarà el sistema nerviós central. La seva formació representa el primer pas del procés de neurulació. Durant la neurulació, una porció de l'ectoderma dorsal s'especifica per esdevenir ectoderma neural i les seves cèl·lules es distingeixen pel seu aspecte columnar. Aquesta regió de l'embrió rep el nom de placa neural (en anglès: neural plate). En els humans apareix 18-19 dies després d'haver-se produït la fecundació.
La placa neural es forma per un engruiximent pla oposat a la línia primitiva (estructura transitòria que es forma a l'inici de la gastrulació) de l'ectoderma. En aquesta fase precoç del desenvolupament embrionari la futura extensió de la placa està delimitada per la geminina, una proteïna nuclear inhibidora de la replicació de l'ADN.
Es presenta com un inflament distingible cromàticament de la part ectodèrmica remanent coneguda com a epiblast.
Durant la formació de la placa neural, l'embrió consta de tres estrats cel·lulars: l'ectoderma, que dona origen a la pell i als teixits neurals, el mesoderma que forma els músculs i els ossos i l'endoderma que forma les cèl·lules internes dels tractes digestiu i respiratori.
La proteïna calfacilitina, reguladora dels canal de calci, té un paper clau durant la configuració primerenca de la placa. El BMP-4 (Bone morphogenetic protein) és un factor de creixement que determina la diferenciació de les cèl·lules de l'ectoderma en cèl·lules de la pell, sense aquest factor les cèl·lules ectodèrmiques desenvolupen automàticament només cèl·lules nervioses. Una manca d'expressió de la proteïna cadherina-N en el citoplasma de la superfície superolateral de les cèl·lules de la placa neural impedeix el correcte assemblatge filamentós de les molècules d'actina-F, la invaginació de la placa i -conseqüentment- una neurulació normal.
En el moment en el qual es forma la placa neural, aquesta queda envoltada pels plecs neurals que, finalment, donen origen al tub neural que és cilíndric. Així es completa el procés dit de neurulació primària, el qual és bastant similar en amfibis, teleostis, rèptils, ocells i mamífers.
Els gens Dlx5 i Dlx6 són essencials pel correcte tancament, tant anterior com posterior, del tub neural i la seva expressió anòmala als marges de la placa neural es causa de malformacions genètiques molt greus, com l'exencefàlia o la síndrome de Karsch–Neugebauer. Experiments en rosegadors indiquen que la proteïna codificada pel gen FHOD3 regula el plegament bidireccional de les cèl·lules de la placa neural durant la seva morfogènesi, fet imprescindible per aconseguir una estructura tubular adequada.